# Stefan Curra
Stefan Curra (1975) è un ex sciatore alpino austriaco.

## Biografia
Curra debuttò in campo internazionale ai Mondiali juniores di Lake Placid 1994; in Coppa Europa esordì il 9 gennaio 1995 a Serre Chevalier in slalom gigante (34º), ottenne tre podi tutti nella medesima specialità (il primo il 15 dicembre 1995 a Bardonecchia, 2º, l'ultimo l'8 gennaio 1997 a Kranjska Gora, 3º) e prese per l'ultima volta il via l'11 gennaio 1999 a Hinterstoder, senza completare quella che sarebbe rimasta la sua ultima gara in carriera. Non debuttò in Coppa del Mondo né prese parte a rassegne olimpiche o iridate.

## Palmarès

### Coppa Europa
- 3 podi:
  - 1 secondo posto
  - 2 terzi posti

### Campionati austriaci
- 2 medaglie[1]:
  - 1 oro (combinata nel 1995)
  - 1 bronzo (combinata nel 1993)